# João de Lanuza

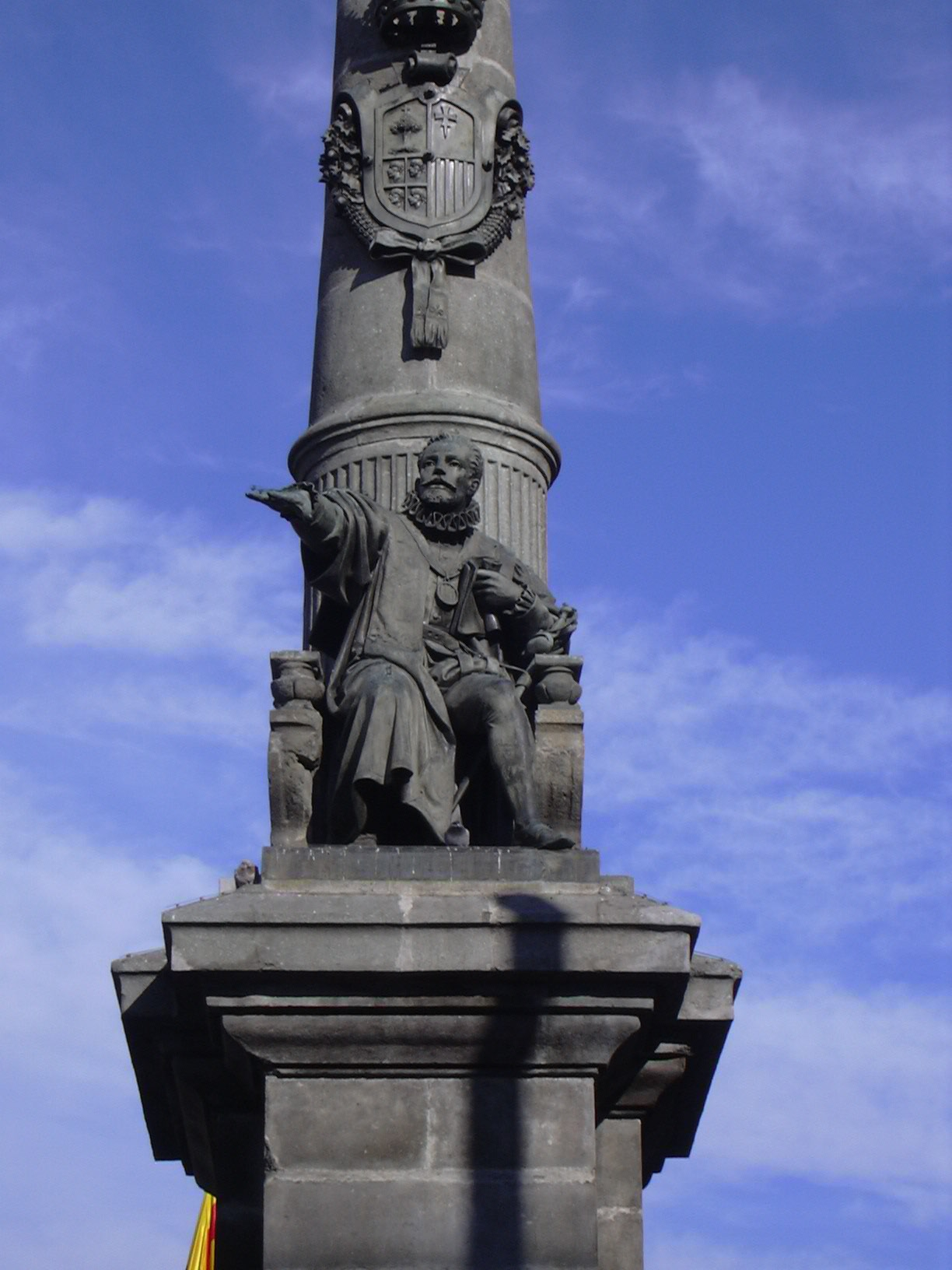
Monumento dedicado a João V de Lanuza.

João V de Lanuza (Lanuza, 1564 - Saragoça, 1591) Foi o quinto representante da Justiça de Aragão.
Durante o reinado de Felipe II, mais precisamente em 1591 e dado a estarem tensas as relações com a coroa de Aragão relativamente aos foros, deu-se o caso de acontecer um conflito em que António Pérez antigo secretário do rei foi acusado de assassinato, pelo que teria de ser julgado pela justiça de Aragão por João V de Lanuza.
Para evitar esse julgamento o rei Filipe II de Espanha acusou de herege e propôs a sua extradição de forma a ser julgado pela inquisição. Quando saiu da prisão da justiça de Aragão para a prisão do Santo Ofício, deu-se uma revolta popular que o obrigou a ser novamente integrado nas prisões de Aragão.
Filipe II mandou o exército à cidade de Zaragoza; não conseguido no tanto evitar que António fosse executado pois João V de Lanuza à frente dos protestantes fez comprir a sua obrigação. Este acontecimento deu origem aos acontecimentos denominados Revolta de Aragão.
As cortes de Aragão foram reunidas na cidade de Tarazona em 1592 como forma de por fim às revoltas.
Como forma de comemorar o fim dos conflitos a cidade de Saragoça mandou construir no centro da cidade, na Praça de Aragão um monumento a João V de Lanuza.